# (4947) Ninkasi
(4947) Ninkasi – planetoida z grupy Amora okrążająca Słońce w ciągu 1 rok i 221 dni w średniej odległości 1,37 j.a. Została odkryta 12 października 1988 roku w Obserwatorium Palomar przez Carolyn Shoemaker. Nazwa planetoidy pochodzi od Ninkasi, w mitologii sumeryjskiej bogini wina i piwa, córki Enkiego. Przed nadaniem nazwy planetoida nosiła oznaczenie tymczasowe (4947) 1988 TJ1.